# Le Villi

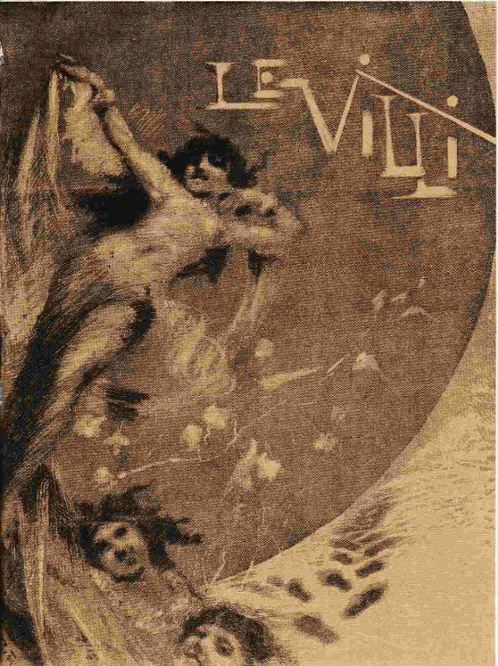

Le Villi (tiếng Việt: Phù thủy) là vở opera 2 màn (lúc đầu chỉ có 1 màn) của nhà soạn nhạc vĩ đại người Ý Giacomo Puccini. Tác phẩm được Puccini viết nhạc dựa trên lời của Ferdinando Fontana, dựa trên truyện ngắn Les Willis của Jean-Baptiste Alphonse Karr. Vở opera được trình diễn lần đầu tiên, với phiên bản một màn, vào ngày 31 tháng 5 năm 1884 tại Teatro Dal Verme, Milan, Ý. Kết quả là thành công rực rỡ và nhà sản xuất âm nhạc hàng đầu thành phố Milan lúc đó là Giulio Ricordi yêu cầu được mua bản quyền tác phẩm. Và chính ông cũng khuyên Puccini phát triển vở opera thành 2 màn. 